# سینتیا وودهد
سینتیا وودهد (به انگلیسی: Cynthia Woodhead) (زادهٔ ۷ فوریهٔ ۱۹۶۴) شناگر اهل ایالات متحده آمریکا است.